# Šubići
Šubići, jedno od dvanaest starohrvatskih plemena i hrvatska velikaška obitelj proistekla iz plemenskog starješinskog ustroja. Plemenski starješine imali su značajnu ulogu u konstituiranju i postojanju nezavisne i suverene srednjovjekovne hrvatske i bosanske države, imajući pravo birati kralja, te niz stoljeća kao istaknuti feudalci bili utjecajni u političkom, društvenom, gospodarskom i kulturnom životu zemlje.

## Podrijetlo i sjedište
Kao pripadnici jednog od autohtonih starohrvatskih plemena, Šubići su naseljavali i posjedovali područje velikog dijela današnjih Ravnih kotara i Bukovice, zapadno od rijeke Krke, u zaleđu Dalmacije. Sjedište im je bilo u Bribiru u istoimenoj župi (u rimsko doba tu je bio municipij Varvaria), pa su po njemu gospodari utvrde u Bribiru i cijelog tog prostranog područja u povijesnim dokumentima poznati najprije kao „bribirski župani“ (latinski: iupanus), još od vremena hrvatskog kralja Petra Krešimira IV. (1058. – 1074.), a poslije kao knezovi Bribirski (latinski: nobiles, comites ili principes Breberienses). Spominju se u Supetarskom kartularu kao jedan od šest rodova iz kojeg su birani banovi, a koji su birali kralja ako umre bez nasljednika.
Tvrđava Bribir, smještena na uzvisini iznad plodnog polja, nalazeći se dvanaestak kilometara sjeverozapadno od Skradina, dominirala je strateškim pravcima toga područja, i tko ju je posjedovao, imao je kontrolu svih puteva koji su s mora vodili u unutrašnjost. Osim nje, Šubići su stekli i dvije obližnje utvrde na tom području, Ostrovicu i Skradin,  koje su također bile na dobrom strateškom položaju.

## Usponi i padovi
Značajan uspon Šubića počinje početkom 12. stoljeća, kada oni zajedno s predstavnicima ostalih hrvatskih plemena, ukupno njih dvanaest, godine 1102. sklapaju državni ugovor (Pacta Conventa) s ugarskim kraljem Kolomanom iz dinastije Arpadovića.
Tijekom 12. i 13. stoljeća šire svoju vlast, između ostalog i na gradove na dalmatinskoj obali, pa neki članovi tog velikaškog roda postaju splitski, šibenski, trogirski ili ninski knezovi. Prvi pripadnik roda s naslovom kneza je Grgur, koji je živio krajem 12. stoljeća. Povijesni izvori navode da je njegov otac Miroslav još 1184. godine bio tituliran kao župan, dok se Grgur 1201. godine već spominje kao knez. Najvjerojatnije mu je taj naslov u razdoblju između 1184-1196. godine dodijelio hrvatsko-ugarski kralj Bela III. (vladao 1172. – 1196.). Godine 1251. kralj Bela IV. (unuk Bele III.) potvrđuje Stjepku II., tadašnjem rodonačelniku knezova Bribirskih, nasljedni posjed Bribirske županije.
Promjena titule iz župana u kneza nije, prema mišljenju povjesničara, bila samo terminološka razlika, nego je značila suštinsku promjenu, jer je župan (samo) bio od kralja izabran (nenasljedni) dužnosnik u pojedinoj županiji, dok je knez označavao nasljednog županijskog glavara izvan izravne vlasti kralja, što je istodobno značilo da je teritorij županije praktički postao privatni posjed kneza i njegove obitelji.
Vrhunac moći dosižu Šubići u drugoj polovici 13. i početkom 14. stoljeća za vladavine Stjepkova sina Pavla Šubića Bribirskog, koji je bio hrvatski ban od 1273. do 1312. godine, te gospodar Bosne i Humske zemlje, priskrbivši si laskavu titulu neokrunjenog hrvatskog kralja. 
Već u sljedećem naraštaju, za banovanja Pavlovog sina Mladena, moć Bribiraca skršio je 1322. godine, uz pomoć nekih hrvatskih velmoža koji su se protivili narasloj snazi Šubića (na primjer, vojvoda Nelipac II., te krbavski knezovi Kurjakovići iz starog hrvatskog plemena Gusića), hrvatsko-ugarski kralj Karlo Robert iz anžuvinske dinastije. Ban Mladen je, nakon što je bio vojnički poražen u bitki kod Bliske (danas Blizna u Zagori), zatočen u Ugarskoj, te je dvadesetak godina poslije i umro.
Nešto kasnije, jedan je bribirski ogranak velikaškog roda Šubića, i to onaj Mladenovog brata Pavla II., bio prisiljen napustiti svoju povijesnu postojbinu, te u zamjenu za utvrdu Ostrovicu) od kralja dobio vlastelinstvo Zrin u tadašnjoj zemlji Slovinskoj, odnosno Slavoniji (danas je to područje središnje Hrvatske, uspostavivši tamo svoje novo sjedište. Taj je ogranak doprinio novom usponu, kojeg su potomci ovog starohrvatskog roda ostvarili tijekom 16. i 17. stoljeća (tada već kao Zrinski), dajući nekoliko znamenitih hrvatskih banova. Taj je ogranak, međutim, doživio i konačni pad i nestajanje s političke, ali i životne pozornice.

## Slabljenje moći i nestanak bribirskog ogranka
Nakon poraza bana Mladena II. u bitki kod Bliske, Šubići su ostali bez vlasti nad velikim dijelom svojih prijašnjih teritorija, izgubivši nekadašnju ogromnu moć i utjecaj, koje je imao ban Pavao. Ipak, Mladenova braća i kasnije njegovi nećaci (Mladen III., Pavao III., Božidar, Juraj III. - budući Juraj I. Zrinski, te Pribko) zadržali su dio svojih utvrda i dalmatinskih gradova, među kojima i Bribir, Skradin, Klis i Omiš. Vodstvo roda preuzeo je najprije Juraj II., a zatim njegov sin Mladen III., sve do svoje prerane smrti od kuge 1348. godine. Poslije te tragedije dolazi do još većeg slabljenja moći i utjecaja Bribiraca.
Posljednji knez bribirski i najistaknutiji pripadnik roda nakon tog razdoblja bio je Jakov II., prapraunuk Pavla III., brata Mladena III., koji je obnašao dužnost hrvatskog podbana u vrijeme bana Karla Kurjakovića Krbavskog (1411. – 1413.). Jakovljevom smrću 1456. godine prestaje postojati glavni bribirski ogranak Šubića, jer Jakov nije imao nasljednika.

## Ogranci i članovi plemenitog roda Šubića
S obzirom na brojnost pripadnika plemenitog roda Šubića, tijekom njihove vladavine nastalo je i niz ogranaka. Povijesni izvori navode da su, osim već spomenute obitelji Zrinski, u 14. i 15. stoljeću postojali sljedeći ogranci: Slavogostići, Ugrinići, Stipanići, Miserići, Markovići, Stojšići, Banići, Nikolići, Obradići i Krivčići. Nasljednici Obradića sele se u 16. stoljeću u Ugarsku i postaju poznati kao Melići Bribirski (Brebiri Melith), a nasljednici Krivčića javljaju se kao knezovi Peranski, koji prema nekim izvorima izumiru 1786. godine. Osim toga, jedna grupa Bribiraca postala je zadarskim građanima, a jer je Zadar u to vrijeme bio pod vlašću Venecije, i mletačkim građanima. 
Najznačajniji predstavnici Šubića Bribirskih bili su:
- Grgur II. (III.), knez Bribira, Splita i Šibenika (1217. – 1235.)
- Stjepan I., Grgurov brat, knez Bribira i Trogira (1217. – 1238.)
- Stjepko II., Stjepanov sin, knez trogirski (1239. – 1240.), ban primorski (1244.), († 6. kolovoza 1274.)
- Pavao I., Stjepkov sin, (*1245, †1312.),  hrvatski ban (1273. – 1312.)
- Mladen I., Pavlov brat, knez splitski (1283. – 1298.), bosanski ban (1299. – 1304.), (†1304.)
- Mladen II., Pavlov (najstariji) sin, (*oko 1270, †oko 1343.), hrvatski ban (1312. – 1322.), bosanski ban (1304-1322.), knez splitski (1294.)
- Juraj II., Pavlov (drugi) sin, (*oko 1275, †1330.), knez splitski (1300. – 1330.)
- Pavao II., Pavlov (treći) sin, (†1346.), knez trogirski (1305. – 1315.), knez ostrovički (1333. – 1346.)
- Mladen III., sin Jurja II., (*oko 1315; †1348.), knez kliški (1330. – 1348.)
- Jelena, kći Jurja II., (*oko 1306, †oko 1378.), hrvatska kneginja, supruga bosanskog velmože Vladislava Kotromanića, majka kralja Tvrtka I.
- Juraj III., sin Pavla II. i Elizabete Frankopan, (†1361.), knez ostrovički, u zamjenu dobio Zrin (30. srpnja 1347.) i postao Juraj I. Zrinski
- Jakov II., prapraunuk Pavla III., brata Mladena III., (†1456.), hrvatski podban (1411.) i posljednji knez bribirski

## Zrinski ogranak
Od svih ogranaka Šubića, najznačajniji je onaj koji je posjedovao tvrdi grad Zrin na Zrinskoj gori, zapadno od Hrvatske Kostajnice. Tu je utvrdu, u zamjenu za posjede na području u blizini Bribira sa sjedištem u tvrđavi Ostrovica, kralj Ljudevit (Ludovik) Anžuvinac dao dana 30. srpnja 1347. godine maloljetnom Jurju III. (sinu preminulog ostrovičkog kneza Pavla II.) i njegovom stricu i skrbniku Grguru III. (prema drugoj nomenklaturi Grguru IV.) Šubiću Bribirskom. Mladi je knez prema svom novom sjedištu postao i počeo se nazivati Juraj I. Zrinski, a njegovi nasljednici postali su pripadnici velikaškog roda Zrinskih.
Zbog povijesnih okolnosti (rastuća opasnost od agresivnih Osmanlija, smjene vladarskih kuća na hrvatsko-ugarskom prijestolju i dr.), kao i ženidbenih veza, Zrinski su mijenjali posjede, uglavnom ih stječući u smjeru zapada i sjevera, a gubeći ih na jugu i u središnjem dijelu Hrvatske. U vrijeme najveće turske opasnosti i ekspanzije, posjedi Zrinskih bili su stisnuti u onom dijelu Hrvatske koji je poznat kao reliquiae reliquiarum olim inclyti regni Croatiae (ostaci ostataka nekoć slavnog kraljevstva hrvatskog), a sjedište im je bilo na krajnjem sjeveru, u utvrđenom gradu Čakovcu. 
Smrću Ivana Antuna Zrinskog u tamnici u Grazu 1703. godine, gasi se velikaška loza Zrinskih.

## Vanjske poveznice
- Šubići, srednjovjekovna hrvatska feudalna obitelj, u Enciklopediji Leksikografskog zavoda "Miroslav Krleža"
- Genealogija Šubića s češko-mađarskom varijantom njihovih imena
- Bribirski knezovi - Šubići (Autor: dr.sc. Hrvoje Petrić)  Arhivirana inačica izvorne stranice od 5. rujna 2011. (Wayback Machine)
- Zlatni vijek Bribira (Autor: Damir Karbić)  Arhivirana inačica izvorne stranice od 9. svibnja 2013. (Wayback Machine)
- Ruševine tvrđave Ostrovice  Arhivirana inačica izvorne stranice od 22. srpnja 2011. (Wayback Machine)
- Ivica Radoš: Bribir: Napušteni grad Šubića, hrvatska Troja, Večernji list, 16. rujna 2015.